# Poeten og Lillemor (film)
Poeten og Lillemor er en dansk film fra 1959, skrevet og instrueret af Erik Balling.

## Medvirkende
- Henning Moritzen
- Helle Virkner
- Ove Sprogøe
- Lis Løwert
- Olaf Ussing
- Dirch Passer
- Karl Stegger
- Valsø Holm
- Helga Frier
- Kjeld Petersen
- Judy Gringer
- Paul Hagen
- Axel Strøbye
- Henry Lohmann
- Bjørn Spiro
- Jytte Abildstrøm